# Wiltz (kanton)
Wiltz er en kanton i distriktet Diekirch i Luxembourg. Kantonen ligger i de nordvestlige dele af landet og har et areal på 264,55 km². I 2005 havde kantonen 12.460 indbyggere og det administrative center ligger i byen Wiltz.

## Kommuner
Kantonen Wiltz består af ti kommuner. I tabellen opgives antal indbyggere pr. 1. januar 2005.
| #   | Kommuner             | Indbyggere |
| --- | -------------------- | ---------- |
| 1.  | Wiltz                | 4.587      |
| 2.  | Lac de la Haute-Sûre | 1.454      |
| 3.  | Heiderscheid         | 1.238      |
| 4.  | Goesdorf             | 1.114      |
| 5.  | Winseler             | 1.027      |
| 6.  | Kiischpelt           | 964        |
| 7.  | Boulaide             | 817        |
| 8.  | Eschweiler           | 751        |
| 9.  | Esch-sur-Sûre        | 301        |
| 10. | Neunhausen           | 253        |

49°57′00″N 5°56′00″Ø / 49.95°N 5.93333°Ø